# Alopecosa mojonia
Alopecosa mojonia este o specie de păianjeni din genul Alopecosa, familia Lycosidae. A fost descrisă pentru prima dată de Mello-leitao, 1941. Conform Catalogue of Life specia Alopecosa mojonia nu are subspecii cunoscute.